# 日本訳詩家協会
日本訳詩家協会（にほんやくしかきょうかい、英：Japan Song Translator's Society、略称：JASTS）は、訳詩家の権利を確立し、創作活動を支援する団体。日本音楽作家団体協議会加盟。歴代の会長に、堀内敬三、藤浦洸、永田文夫らがいる。現在の会長は加藤登紀子（2021年4月20日就任）である。
- 1963年、設立。
- 1986年4月、日本音楽作家団体協議会設立に参加。
- 2007年10月、協会創立45周年記念出版委員会編、長田暁二監修・解説『世界の歌を美しい日本語で』刊行[1]。
- 2008年5月30日、6月27日、協会創立45周年記念コンサート「世界の歌を　美しい日本語で」開催。